# Arase
Arase – wieś w Estonii, w prowincji Parnawa, w gminie Halinga.